# Чаплинський район
Чапли́нський райо́н - колишній район,що був розташований у центральній південній частині Херсонщини.

## Загальні відомості
На півночі межує з Каховським, на сході з Новотроїцьким, на заході з Олешківським, південному заході з Каланчацьким районами, на півдні омивається водами солоного Сиваського озера.

## Історія
Район характеризують свої особливості. Їх підтверджують курганні поховання епохи бронзи. На території району знайдені античні вироби IV—II століть до нашої ери.
Чаплинка заснована в 1794 році на шляху, яким українські чумаки їздили в Крим по сіль. Заснували її 25 сімей селян, висланих царським урядом у Таврійські степи за участь у відомому Турбаївському повстанні в 1789—1793 роках на Полтавщині. Вони й освоювали цей край.
20.3.1946 вилучено з Чаплинського району та включено до складу Новомаячківського Білоцерківську сільську Раду. 
05.02.1965 Указом Президії Верховної Ради Української РСР передано Балтазарівську сільраду Скадовського району до складу Чаплинського району, а сільради Чаплинського району: Володимиро-Іллінську — до складу Новотроїцького району, Тавричанську — до складу Каховського району.

## Населення
За переписом 2001 р. 5,7 % населення району становили турки-месхетинці, яких налічувалось 2278 осіб. Це становить 26 % турецького населення України (8844) та 61 % турецького населення Херсонської області (3736). Для представників громади характерна висока народжуваність, що можна побачити спираючись на динаміку кількості учнів турецько-месхетинської національності в школах району:
У деяких селах району значну частку дітей становлять представники турецько-месхетинскої національності — Морозівка (76,3 %), Балтазарівка (33,5 %), Надеждівка (30,4 %), Скадовка (25,8 %), Павлівка (23,9 %), Хрестівка (23,6 %).
Етномовний склад населених пунктів району (рідні мови населення)
|                          | українська | російська | молдовська | вірменська | білоруська | інша (переважно турецька) |
| Чаплинський район        | 83,8       | 8,9       | 0,4        | 0,3        | 0,2        | 6,5                       |
| ------------------------ | ---------- | --------- | ---------- | ---------- | ---------- | ------------------------- |
| Чаплинка                 | 92,5       | 5,9       | 0,1        | 0,5        | 0,1        | 0,8                       |
| с. Нове                  | 86,7       | 1,9       |            |            | 0,3        | 11,1                      |
| с. Червоний Яр           | 77,5       | 14,1      | 8,5        |            |            | 0,0                       |
| Асканія-Нова             | 59,0       | 40,2      | 0,1        | 0,2        | 0,0        | 0,4                       |
| с-ще Іллінка             | 90,5       | 9,0       | 0,2        | 0,4        |            |                           |
| с-ще Комиш               | 74,8       | 21,4      |            |            |            | 3,8                       |
| с-ще Молочне             | 84,9       | 7,2       |            | 1,4        | 0,3        | 6,2                       |
| с-ще Новий Етап          | 87,5       | 12,5      |            |            |            |                           |
| с-ще Питомник            | 63,1       | 17,8      | 3,3        |            | 0,4        | 15,5                      |
| с. Балтазарівка          | 70,0       | 4,3       | 0,4        | 0,1        | 0,2        | 25,1                      |
| с. Морозівка             | 49,1       | 2,9       |            |            |            | 48,0                      |
| с. Рачівка               | 96,2       | 3,9       |            |            |            |                           |
| с. Григорівка            | 87,1       | 5,7       | 0,1        | 0,1        |            | 7,1                       |
| с. Долинське             | 94,3       | 4,3       | 1,0        | 0,1        | 0,2        | 0,1                       |
| с. Іванівка              | 96,2       | 3,0       | 0,1        |            | 0,5        | 0,2                       |
| с. Хрестівка             | 72,0       | 6,7       | 0,2        |            | 0,1        | 21,0                      |
| с. Світле                | 89,7       | 8,8       | 1,5        |            |            |                           |
| с. Кучерявоволодимирівка | 94,7       | 1,4       | 3,7        |            |            | 0,3                       |
| с. Кудряве               | 99,1       | 0,9       |            |            |            |                           |
| с. Магдалинівка          | 92,0       | 5,4       | 2,2        |            | 0,2        | 0,2                       |
| с. Андріївка             | 96,8       | 2,1       |            |            | 0,5        | 0,5                       |
| с. Чорна Долина          | 86,4       | 13,6      |            |            |            |                           |
| с. Надеждівка            | 71,6       | 4,7       | 0,4        | 0,3        |            | 23,0                      |
| с. Новонаталівка         | 83,2       | 4,9       | 0,1        |            |            | 11,8                      |
| с. Наталівка             | 86,3       | 2,0       |            |            |            | 11,8                      |
| с. Павлівка              | 80,9       | 3,0       | 0,2        | 0,2        |            | 15,8                      |
| с. Першокостянтинівка    | 93,8       | 6,1       | 0,1        |            |            | 0,1                       |
| с. Преображенка          | 75         | 4,9       |            | 0,1        | 0,8        | 19,2                      |
| с. Жовтневе              | 38,0       | 1,9       |            |            |            | 60,1                      |
| с. Скадовка              | 68,3       | 4,8       | 0,6        |            | 0,1        | 26,2                      |
| с. Білоцерківка          | 94,1       | 4,6       |            |            | 1,4        |                           |
| с. Строганівка           | 81,6       | 5,0       | 0,1        | 0,4        | 0,4        | 12,5                      |
| с. Хлібодарівка          | 87,0       | 8,9       | 0,1        | 1,8        |            | 2,1                       |
| с. Веселе Друге          | 98,0       | 2,0       |            |            |            |                           |
| с. Червона Поляна        | 94,9       | 4,3       |            |            | 0,6        | 0,2                       |
| с. Новий Гай             | 91,9       | 8,1       |            |            |            |                           |
| с. Шевченка              | 97,8       | 2,2       |            |            |            |                           |

## Економіка
Нині район сільськогосподарського спрямування. Стабільні урожаї забезпечує зрошення, що подається по розгалуженій мережі Каховської зрошувальної системи. Економічну основу становлять рослинницька і тваринницька галузі.
Розвитку останньої сприяє Український науково-дослідний інститут тваринництва степових районів ім. М. Ф. Іванова «Асканія-Нова», який розташований на території району. Саме тут першими апробуються нові види порід овець, свиней і великої рогатої худоби.
На базі колишнього дослідного господарства інституту в 1994 році створено спільне українсько-німецьке племінне підприємство «Асканія-Генетик» за участю німецької фірми PPN-Genetic International GmbH, яка нині є однією з провідних у світі з питань племінного сервісу.

## Туризм
На території району розміщений біосферний заповідник «Асканія-Нова» з найбільшим у Європі типчаково-ковильним степом. Тут у вольєрах і напіввільних умовах утримується понад 5 тисяч особин 110 видів ссавців і птахів, і найбільший на півдні України дендропарк.
Прославляє район своєю продукцією акціонерне товариство «Чаплинський маслосирзавод». Воно входить у першу п'ятірку найкращих підприємств України, не раз відзначалося високими нагородами не тільки в Україні, а й у Російській Федерації.
Привертає увагу гостей ще одне диво — солона яма поблизу с. Григорівка, грязі якої мають лікувальні властивості.
Крім того на узбережжі Сивашу триває будівництво Сиваської вітроелектростанції.

## Політика
25 травня 2014 року відбулися Президентські вибори України. У межах Чаплинського району було створено 29 виборчих дільниць. Явка на виборах складала — 49,25 % (проголосували 13 744 із 27 905 виборців). Найбільшу кількість голосів отримав Петро Порошенко — 43,03 % (5 914 виборців); Сергій Тігіпко — 10,27 % (1 411 виборців), Юлія Тимошенко — 9,86 % (1 355 виборців), Анатолій Гриценко — 8,11 % (1 115 виборців), Петро Симоненко — 6,16 % (847 виборців), Олег Ляшко — 5,89 % (810 виборців). Решта кандидатів набрали меншу кількість голосів. Кількість недійсних або зіпсованих бюлетенів — 2,36 %.